# Laevilitorina aucklandica
Laevilitorina aucklandica är en snäckart som först beskrevs av Powell 1933.  Laevilitorina aucklandica ingår i släktet Laevilitorina och familjen strandsnäckor. Inga underarter finns listade i Catalogue of Life.